# Alegeri legislative în Noua Zeelandă, 1853
Alegerile legislative din 1853 din Noua Zeelandă au fost un vot al întregului popor pentru a determina forma Parlamentului Noii Zeelande. Au fost primele alegeri naționale ținute vreodată în Noua Zeelandă, deși Parlamentul nu avea încă autoritate deplină pentru a conduce colonia, colonie ce făcea parte din Imperiul Britanic la vremea respectivă.

## Fundal
Actul Constituției Noii Zeelande din 1852, emis de Parlamentul Regatului Unit, a stabilit un Parlament bicameral al Noii Zeelande cu Camera Reprezentanților aleasă prin votul poporului. Voturile aveau să fie realizate sub un simplu sistem FPP (un sigur câștigător în sistemul de vot), iar buletinul de vot secret nu fusese încă introdus. Condițiile pentru a putea fi alegător erau ca persoana ce votează să fie bărbat, să fie cetățean britanic, să aibă cel puțin 21 de ani, să dețină teren de o anumită valoare și să nu execute o pedeapsă pentru crimă.
În timpul alegerilor din 1853 nu funcționau partide politice în Noua Zeelandă, toți candidații fiind independenți.

## Alegerile
În timpul scrutinului din 1853, ziua alegerilor a fost diferită în fiecare colegiu. Primul colegiu în care s-au desfășurat alegeri a fost Golful Insulelor, pe 14 iulie, ziua finală a alegerilor fiind 1 octombrie. Hugh Carleton (Golful Insulelor) a fost primul membru al Parlamentului ales vreodată în Noua Zeelandă (deși a fost ales fără opoziție), așa că îi plăcea să fie numit „Tatăl Camerei”.
Au fost înregistrate 5.849 de persoane la vot. 
Numărul de colegii electorale a fost de 24, deși unele colegii au ales multipli membri ai Parlamentului. Numărul total de locuri a fost de 37. Unele părți ale coloniei nu făceau parte din niciun colegiu și nu aveau nici un reprezentant în Parlament.